# Michèle Halberstadt
Michèle Halberstadt (Parigi, 1º settembre 1955) è una scrittrice, produttrice cinematografica e giornalista francese.
Giornalista di formazione, ha lavorato all'emittente francese Radio 7 fino al 1984 per poi diventare caporedattrice della rivista Première. A partire dagli anni Novanta alterna l'attività di scrittrice a quella di produttrice cinematografica, in particolare all'interno della casa di distribuzione e produzione ARP fondata nel 1990 con il marito Laurent Pétin.

## Filmografia

### Produttrice
- 1993 : Suture di Scott McGehee e David Siegel
- 1998 : Taxxi di Gérard Pirès
- 1999 : Rosetta di Jean-Pierre e Luc Dardenne
- 1999 : Una relazione privata di Frédéric Fonteyne
- 2000 : Taxxi 2 di Gérard Krawczyk
- 2000 : En quête des Sœurs Papin (documentario) di Claude Ventura
- 2000 : Les Blessures assassines di Jean-Pierre Denis
- 2001 : La Chambre des officiers di François Dupeyron
- 2002 : Les Femmes... ou les enfants d'abord... di Manuel Poirier
- 2002 : La Repentie di Laetitia Masson
- 2002 : 17 fois Cécile Cassard di Christophe Honoré
- 2002 : Adolphe di Benoît Jacquot
- 2003 : Taxxi 3 di Gérard Krawczyk
- 2003 : Bon Voyage di Jean-Paul Rappeneau
- 2003 : Monsieur Ibrahim e i fiori del Corano di François Dupeyron
- 2003 : Les Sentiments di Noémie Lvovsky
- 2004 : Folle embellie di Dominique Cabrera
- 2004 : Sale hasard (cortometraggio) di Martin Bourboulon
- 2004 : Cause toujours! di Jeanne Labrune
- 2005 : Les Mots bleus di Alain Corneau
- 2005 : Les Parrains di Frédéric Forestier
- 2005 : Olé ! di Florence Quentin
- 2006 : Essaye-moi di Pierre-François Martin-Laval
- 2006 : A crime di Manuel Pradal
- 2007 : Taxxi 4 di Gérard Krawczyk
- 2007 : Cherche fiancé tous frais payés di Aline Issermann
- 2007 : Le Deuxième souffle di Alain Corneau
- 2007 : Si c'était lui di Anne-Marie Etienne
- 2008 : Adoration di Atom Egoyan
- 2008 : Aide-toi, le ciel t'aidera di François Dupeyron
- 2009 : Vendicami di Johnnie To
- 2010 : Le Mac di Pascal Bourdiaux
- 2010 : Ça commence par la fin di Michaël Cohen
- 2011 : Mon père est femme de ménage di Saphia Azzeddine
- 2011 : This Must Be the Place di Paolo Sorrentino
- 2012 : La vie d'une autre di Sylvie Testud
- 2012 : Mauvaise Fille di Patrick Mille
- Nouvelle Vague, regia di Richard Linklater (2025)

## Scritti
- Prends soin de toi (1992), Flammarion.
- Adjani aux pieds nus (2002), Calmann-Lévy.
- Café viennois (2006), Albin Michel.
- L'incroyable histoire de Mademoiselle Paradis (2008), Albin Michel.
- Un écart de conduite (2010), Albin Michel.
- La petite (2011), Albin Michel (tr. it. di Elena Cappellini, La petite, L'orma editore, Roma 2013, ISBN 978-88-980-3807-7).